# Чинадиевская поселковая община
Чинадиевская поселковая общи́на (укр.  Чинадіївська селищна громада) — территориальная община в Мукачевском районе Закарпатской области Украины.
Административный центр — посёлок Чинадиево.
Население составляет 14 916 человек. Площадь — 171,9 км².

## Населённые пункты
В состав общины входит 1 посёлок (Чинадиево) и 13 сёл:
- Карпаты
- Синяк
- Бабичи
- Дилок
- Быстрица
- Ольховица
- Брестов
- Лецовица
- Плоскановица
- Обава
- Дубино
- Косино
- Чабин